# Fossá
Fossá er en fraflyttet bygd på Færøerne. Den ligger på Borðoy, lige nord for Norðdepil ved et sted, hvor flere fosser møder Atlanterhavet, deraf navnet. Fossá blev grundlagt i 1860'erne som en niðursetubygd, men i de senere år har ingen boet ved Fossá.